# Izabel Cristina
 Izabel Cristina Amaral Santos Bezerra (Santa Izabel do Pará, 17 de junho de 1974) é uma ex-voleibolista indoor brasileira  e atualmente jogadora de vôlei de praia, conquistou três medalhas de ouro em etapas do Circuito Sul-Americanos de Vôlei de Praia, duas na temporada de 2005, em Colômbia e Equador, e outra em 2015 na Bolívia.

## Carreira
Por volta dos  seus 13 anos de idade Izabel inicia a prática do voleibol indoor (quadra) e aos vinte e cinco anos começou a jogar vôlei de praia profissionalmente e inicialmente conciliava com a carreira de treinadora de crianças com faixa etária entre 6 a 12 anos em escolinhas de vôlei e depois optou pela carreira de jogadora.
No Circuito Brasileiro de Vôlei de Praia de 2003 atuou ao lado de Luiza Amélia na etapa Challenger de Aracajue nesta continuavam com chances entras as finalistas e terminaram na quarta posição.
A sua estreia no Circuito Mundial de Vôlei de Praia foi no ano de 2004 quando jogava ao lado de Luiza Amélia e não pontuaram no Aberto de Fortaleza.Juntas disputaram a edição do Circuito Brasileiro de Vôlei de Praia de 2004, conquistando os títulos das etapas Challenger  de Belém e Aracaju, ainda  terminaram na terceira colocação na etapa Challenger de Teresina.
Ainda em 2004 participou da segunda edição dos Jogos Brasileiros de Praia de 2004 e conquistou o título ao lado de Larissa França nas areias da Praia de Iracema, em Fortaleza.Em sua segunda edição do Circuito Mundial de Vôlei de Praia, ou seja, em 2005 alcançou o quadragésimo primeiro posto no Aberto de Salvador, isto quando formou dupla com Érika Nascimento , conquistaram a medalha de ouro no Circuito Sul-Americano de Vôlei de Praia de 2005, em Esmeraldas, Equador e também na etapa de Bogotá, Colômbia.
Com esta parceira  supracitada obteve pelo Circuito Brasileiro de Vôlei de Praia de 2005 o título da etapa Challenger de São Luís e foram semifinalista na etapa Challenger de Palmasconquistando o vice-campeonatoalcançaram a quarta colocação na etapa Challenger  de Rio das Ostrase finalizaram na décima primeira colocação geral.
Formou dupla com Taiana Lima para a etapa de Maceió do Circuito Brasileiro de Vôlei de Praia de 2006, na fase eliminatória da etapa Challenger de São Luís,e na etapa Challenger de Juiz de Fora, também no torneio principal da etapa de Várzea Grande e lutaram pela vaga no torneio principal da etapa de Curitiba.No Circuito Mundial de 2007 competiu com Taiana Lima obtendo a medalha de prata no Challenge de Eboli e não pontuaram no Aberto de Fortaleza.
Renovou com Taiana Lima para as competições da jornada de 2007, conquistaram a vaga no torneio principal da etapa Challenger de  Aracaju, participaram do torneio principal na etapa de Recife, de Maceióe obtiveram o quarto lugar em São Luís, e com [[Tatiana Minello] finalizou na terceira posição da etapa de João Pessoa.
Na parceria com Michelle “Chell” disputou a etapa Challenger de Aracaju pelo Circuito Brasileiro de Vôlei de Praia de 2008 quando foram vice-campeãs e foram terceiras colocadas na etapa Challenger de Teresina, além da quarta colocação na etapa Challenger de Palmas e na etapa Challenger de São Luís, chegaram na fase de quartas de final da etapa de Camaçari, também disputaram o torneio principal da etapa de Vila Velha. Após duas temporadas voltou a competir no Campeonato Mundial de Vôlei de Praia de 2009 e não pontuou ao lado de Thati Soares no Aberto de Brasília.
Com Andrezza Chagas disputou o Circuito Estadual de Vôlei de Praia de 2009, conquistando os títulos das etapas de Cuiabá, em  Boa Vista, também em Beléme com Raquel da Silva sagraram-se campeãs na etapa de Manaus e em Palmase alcançou o vice-campeonato na etapa de Macapá.
Ela disputou mais uma temporada ao lado de Michelle “Chell” e conquistaram o quarto lugar na etapa de Balneário Camboriú, nono posto nas etapas de Santa Maria e de Curitiba,  a décima terceira colocação na etapa de São José dos Campos, o quinto lugar na etapa de Vitória quando jogou com Virna Dias, voltou a competir com Luiza Amélia quando terminaram na décima terceira posição na etapa de Belém, juntas conquistaram o quinto lugar em Teresina, em Fortaleza, nona posição em João Pessoa, décima nona colocação em Recife, quinta posição nas etapas de Maceió e Salvador.
No Circuito Mundial de Vôlei de Praia de 2010 alcançou o décimo sétimo posto no Aberto de Brasília ao lado de Luiza Amélia; e juntas alcançaram pelo Circuito Brasileiro de Vôlei de Praia deste ano o décimo terceiro lugar nas etapas de Caxias do Sul em Balneário Camboriú, também foram quartas colocadas na etapa de São José dos Campos, décima terceira colocação na etapa de Uberaba>, quinta colocação em Goiânia, novamente ocuparam a décima terceira posição na etapa de Campo Grande, em Fortaleza e em João Pessoa, além do quinto lugar na etapa de Maceió ao lado de Thati Soares, com esta jogadora terminaram na décima terceira posição em Salvador, depois com Elize Maia Secomandi conquistaram o nono lugar e a quinta colocação na etapa de Búzios.
Com Elize Maia disputou o Circuito Mundial de Vôlei de Praia de 2011, ocasião que não pontuaram no Aberto de Brasília.Pelo Circuito Estadual de Vôlei de Praia de 2011 conquistou o título da etapa do Macapá  com Júlia Schmidt, e juntas foram campeãs também em Castanhal, foram vice-campeãs na etapa de Porto Velho e jogando com  Suellem da Silva conquistou o título na etapa de Cuiabá.
Pelo Circuito Brasileiro de Vôlei de Praia de 2011 competiu ao lado de Elize Maia, e neste terminaram na sexta colocação na etapa de Vitória, na quarta posição na etapa do Rio de Janeiro, a décima posição na etapa do Guarujá, na décima oitava colocação em Curitiba, quarta posição na etapa de Balneário Camboriú, décima terceira colocação também em Santa Maria, a décima segunda colocação na etapa de Salvador, também a décima quarta colocação em Aracaju , décimo lugar em Maceió , sétimo lugar em Recife, a décima primeira posição em João Pessoa.
Nas competições de 2012 esteve com Pri Lima na conquista do título da etapa de Olinda do Circuito Estadual de Vôlei de Praia e vice-campeãs na etapa de Salvador,  ao lado de Júlia Schmidt conquistaram o título pelo Circuito Estadual Regional de Vôlei de Praia de 2012 em Manause  disputou a etapa de Aracaju no Circuito Brasileiro de Vôlei de praia Challenger de 2012 ao lado de Luciana Hollanda.
De volta ao lado de Michelle “Chell” conquistou o terceiro lugar no Circuito Brasileiro de Vôlei de Praia Nacional 2012-13 na etapa de João Pessoa, mesma posição que ao lado de Pri Lima obteve na etapa do Rio de Janeiro; com Pri Lima conquistou o terceiro lugar na etapa de Fortaleza pelo Circuito Brasileiro de Vôlei Open de 2012 e o quarto lugar na etapa de João Pessoa.
Participou do Desafio 4x4 de 2012 (Desafio de Voleibol Banco do Brasil), entre Brasil e Argentina, realizada a primeira etapa em Teresina, compôs o time brasileiro ao lado de Shaylyn Bedê, Luciano de Paula e Fernandão Magalhães e a técnica foi Sandra Pires conquistando o título e repetindo o feito em Manaus.
Ao lado de Pri Lima disputou o Circuito Brasileiro de Vôlei de Praia Open de 2012-13, terminando na décima primeira posição na etapa de Cuiabá, quinta posição em Goiânia, também em Belo Horizonte,mesmo posto em Campinas, o nono posto na tapa de Curitiba; na sequência esteve com Michelle “Chell” finalizando na quinta posição em Fortaleza, além da décima primeira posição em Brasília.
Em 2013 esteve ao lado de Thati Soares na conquista do vice-campeonato na etapa de Sinop pelo correspondente Circuito Brasileiro de Vôlei de Praia Challenger.Compondo parceria com Rafaela Fares conquistou o terceiro lugar no Circuito Estadual Regional de Vôlei de Praia de 2013 na etapa de Macapá e foram campeãs na etapa de Castanhal.
Com Thati Soares venceu a etapa de abertura do Circuito Brasileiro de Voleibol Nacional de 2013-14 em Recife, quinta posição na etapa I de Campinas e também em São José, ao lado de Camila Bertozzi conquistou o terceiro lugar na II etapa realizada em Campinas e também na etapa de Brasília.
Novamente ao lado de Thati Soares conquistou pelo Circuito Brasileiro de Vôlei de Praia Open de 2013-14 a nona posição na etapa de Vitória, décima primeira colocação no Rio de Janeiro.
Na edição do Super Praia B de 2014 disputou ao lado de Camila Bertozzi  e conquistaram o vice-campeonato nesta competição que foi sediada em Salvador; juntas disputaram o Circuito Brasileiro de Vôlei de Praia Challenger de 2014, terminando em quinto lugar em Bauru, vice-campeãs na etapa de Ribeirão Preto ,  terceiro posto na etapa de Rondonópolis e p quarto lugar na etapa de Campo Grande, terminando em segundo geral no circuito.
Na temporada de 2014-15 disputou o Circuito Brasileiro de Vôlei de Praia 2014-15 ao lado de Camila Bertozzi alcançando o quinto lugar tanto na etapa de Vitória quanto na de Niterói; foram campeãs da etapa de Cochabamba do Circuito Sul-Americano de Vôlei de Praia de 2015.E com esta atleta disputou o Circuito Brasileiro de Vôlei de Praia Challenger de 2015, neste obteve o quarto lugar na etapa de Chapecó e o terceiro lugar na etapa de Campo Grande.
Com Camila Bertozzi disputou o Circuito Brasileiro de Vôlei de Praia Nacional de 2015-16 conquistando o título na etapa de Lauro de Freitas e o terceiro lugar na II etapa realizada no Rio de Janeiro; ainda alcançaram a nona colocação na etapa de Fortaleza do Circuito Brasileiro Open de 2015-16 e juntas competiam na edição do Super Praia de 2016, desta vez sediado em João Pessoa, na ocasião finalizou na décima terceira posição.
Em 2016 competiu na etapa de Limoeiro do Circuito Sul-Americano de Vôlei de Praia com Camila Bertozzi.Com Ângela Lavalle alcançou o vice-campeonato na etapa de João Pessoa pelo Circuito Brasileiro Challenger de 2016 e o quarto lugar em Jaboatão dos Guararapes, neste mesmo circuito atuou com Renata Trevisan Ribeiro na conquista do vice-campeonato na etapa de Aracaju, mesma posição obtida com Vanilda Leão em Cabo Frio.
Com Rachel Nunes conquistou o título da etapa de Vitória pelo Circuito Brasileiro de Vôlei de Praia Nacional de 2016-17, também alcançaram o vice-campeonato na etapa de João Pessoa, já com Carolina Won-Held conquistaram o título na etapa de Brasília.
Jogou ao lado de Tainá Silva Bigi no Circuito Brasileiro Open de 2016-17, neste finalizaram na décima terceira posição na etapa de Campo Grande, na etapa de Uberlândia e com Rachel Nunes alcançou na etapa de Maceió o décimo terceiro posto e terminaram na nona posição na edição do Super Praia de 2017 sediado em Niterói.
Na jornada de 2017 do Circuito Brasileiro Challenger  alcançou com Rachel Nunes o quinto lugar na etapa de Maringá, o quarto lugar na etapa de Bauru foram vice-campeãs na etapa de Palmas, além do quinto lugar na etapa do Rio de Janeiro.
No Circuito Brasileiro Open de 2017-18  alcançou a nona posição ao lado de Andrezza Chagas na etapa de Campo Grande, mesma posição obtida ao lado de Renata Trevisan Ribeiro em Natal e juntas também repetiram este resultado em Itapema, também em Fortaleza, além do quinto lugar em João Pessoa, em Maceióe em Aracaju, finalizando na sétima posição geral.
No Circuito Brasileiro Challenger de 2018 competiu com Vanilda Leão na conquista do terceiro lugar na etapa de Maringá , ainda terminaram na quinta posição no Rio de Janeiroe em Brasília, encerram na quarta posição na etapa de Jaboatão dos Guararapes.Reside atualmente em Brasília e atua também com treinamentos funcionais físicos.

## Títulos e resultados
- Challenge de Eboli do Circuito Mundial de Vôlei de Praia:2007 [5]
- Etapa da Bolívia do Circuito Sul-Americano de Vôlei de Praia:2015[115]
- Etapa do Colômbia do Circuito Sul-Americano de Vôlei de Praia:2005[11]
- Etapa do Equador do Circuito Sul-Americano de Vôlei de Praia:2005[10]
- Super Praia B:2014[108]
- Etapa de Fortaleza do Circuito Brasileiro de Vôlei de Praia:2012[86]
- Etapa do João Pessoa do Circuito Brasileiro de Vôlei de Praia:2012[87]
- Etapa do Balneário Camboriú do Circuito Brasileiro de Vôlei de Praia:2011[73]
- Etapa do Rio de Janeiro do Circuito Brasileiro de Vôlei de Praia:2011[70]
- Etapa de São José dos Campos do Circuito Brasileiro de Vôlei de Praia:2010[55]
- Etapa de Balneário Camboriú do Circuito Brasileiro de Vôlei de Praia:2009[41]
- Etapa de Brasília do Circuito Brasileiro de Vôlei de Praia:2016-17[127]
- Etapa de Vitória do Circuito Brasileiro de Vôlei de Praia:2016-17[125]
- Etapa de Lauro de Freitas do Circuito Brasileiro de Vôlei de Praia:2015-16[118]
- Etapa de Recife do Circuito Brasileiro de Vôlei de Praia:2013-14[100]
- Etapa de Recife do Circuito Brasileiro de Vôlei de Praia:2016-17[126]
- Etapa do Rio de janeiro do Circuito Brasileiro de Vôlei de Praia:2015-16[119]
- Etapa II de Campinas do Circuito Brasileiro de Vôlei de Praia:2013-14[104]
- Etapa de Brasília do Circuito Brasileiro de Vôlei de Praia:2013-14[105]
- Etapa de João Pessoa do Circuito Brasileiro de Vôlei de Praia:2012-13[84]
- Etapa do Rio de Janeiro do Circuito Brasileiro de Vôlei de Praia:2012-13[85]
- Etapa de Palmas do Circuito Brasileiro de Vôlei de Praia - Challenger:2017[133]
- Etapa de Cabo Frio do Circuito Brasileiro de Vôlei de Praia - Challenger:2016[124]
- Etapa de Aracaju do Circuito Brasileiro de Vôlei de Praia - Challenger:2016[123]
- Etapa de João Pessoa do Circuito Brasileiro de Vôlei de Praia - Challenger:2016[121]
- Etapa de Ribeirão Preto do Circuito Brasileiro de Vôlei de Praia - Challenger:2014[110]
- Etapa de Sinop do Circuito Brasileiro de Vôlei de Praia - Challenger: 2013[97]
- Etapa de Maringá do Circuito Brasileiro de Vôlei de Praia - Challenger:2018[143]
- Etapa de Campo Grande do Circuito Brasileiro de Vôlei de Praia - Challenger:2015[117]
- Etapa de Rondonópolis do Circuito Brasileiro de Vôlei de Praia - Challenger:2014[111]
- Etapa de Jaboatão dos Guararapes do Circuito Brasileiro de Vôlei de Praia - Challenger:2018[146]
- Etapa de Bauru do Circuito Brasileiro de Vôlei de Praia - Challenger:2017[132]
- Etapa de Jaboatão dos Guararapes do Circuito Brasileiro de Vôlei de Praia - Challenger:2016[122]
- Etapa de Chapecó do Circuito Brasileiro de Vôlei de Praia - Challenger:2015[116]
- Etapa de Campo Grande do Circuito Brasileiro de Vôlei de Praia - Challenger:2014[112]
- Etapa Challenger de São Luís do Circuito Brasileiro de Vôlei de Praia: 2005[12]
- Etapa Challenger de Aracaju do Circuito Brasileiro de Vôlei de Praia: 2004[8]
- Etapa Challenger de Belém do Circuito Brasileiro de Vôlei de Praia: 2004[6]
- Etapa Challenger de Aracaju do Circuito Brasileiro de Vôlei de Praia: 2008[28]
- Etapa Challenger de Palmas do Circuito Brasileiro de Vôlei de Praia:2005[14]
- Etapa Challenger de Teresina do Circuito Brasileiro de Vôlei de Praia:2008[29]
- Etapa Challenger de João Pessoa do Circuito Brasileiro de Vôlei de Praia:2007[26]
- Etapa Challenger de Teresina do Circuito Brasileiro de Vôlei de Praia:2004[1]
- Etapa Challenger de São Luís do Circuito Brasileiro de Vôlei de Praia:2007[26]
- Etapa Challenger de São Luís do Circuito Brasileiro de Vôlei de Praia:2008[31]
- Etapa Challenger de Palmas do Circuito Brasileiro de Vôlei de Praia:2008[30]
- Etapa Challenger de Rio das Ostras do Circuito Brasileiro de Vôlei de Praia:2005[15]
- Etapa Challenger de Aracaju do Circuito Brasileiro de Vôlei de Praia: 2003[4]
- Etapa Manaus  do Desafio Brasileiro de Vôlei de Praia 4x4:2012[89]
- Etapa Teresina  do Desafio Brasileiro de Vôlei de Praia 4x4:2012[89]
- Jogos Brasileiros de Praia: 2004[9]
- Etapa de Pernambuco do Circuito Estadual de Vôlei de Praia:2012[80]
- Etapa do Mato Grosso do Circuito Estadual de Vôlei de Praia:2011[68]
- Etapa do Pará do Circuito Estadual de Vôlei de Praia:2011[66]
- Etapa do Amapá do Circuito Estadual de Vôlei de Praia:2011[65]
- Etapa do Tocantins do Circuito Estadual de Vôlei de Praia:2009[38]
- Etapa do Amazonas do Circuito Estadual de Vôlei de Praia:2009[37]
- Etapa de Roraima do Circuito Estadual de Vôlei de Praia:2009[35]
- Etapa do Pará do Circuito Estadual de Vôlei de Praia:2009[36]
- Etapa do Mato Grosso do Circuito Estadual de Vôlei de Praia:2009[34]
- Etapa da Bahia do Circuito Estadual de Vôlei de Praia:2012Salvador[81]
- Etapa do Rondônia do Circuito Estadual de Vôlei de Praia:2011[67]
- Etapa do Amapá do Circuito Estadual de Vôlei de Praia:2009[39]
- Etapa do Pará do Circuito Estadual Regional de Vôlei de Praia:2013[99]
- Etapa do Amazonas do Circuito Estadual Regional de Vôlei de Praia:2012[82]
- Etapa do Amapá do Circuito Estadual Regional de Vôlei de Praia:2013[98]